# マンチャ・デ・ロランド
マンチャ・デ・ロランド（Mancha de Rolando、1991年 - ）はアルゼンチンのロックバンド。

## メンバー
- マヌエル・キエト (Manuel Quieto) — ボーカル・ギター (1991年 - )
- マティアス・ソブラド (Matías Sobrado) — キーボード・合唱 (2010年 - )
- ファクンド・ピニェロ (Facundo Piñero) — ドラムス (2021年 - )
- マヌエル・アコスタ (Manuel Acosta) — ギター (2021年 - )

### 旧メンバー
- フアン・セバスティアン・アマデオ (Juan Sebastián Amadeo) — ボーカル (1991年 - 1997年)
- ゴンサロ・バスアルド (Gonzalo Basualdo) — ベース (1991年 - 1994年)
- ニコラス・フォンタナ (Nicolás Fontana) — ギター (1991年 - 1993年)
- セバスティアン・ロンチェティ (Sebastián Roncheti) — ドラムス (1991年 - 1993年)
- ディエゴ・サリアス (Diego Sarrias) — ドラムス (1996年 - 1999年)
- パブロ・パストーリ (Pablo Pastori) — キーボード (2004年 - 2010年)
- カルロス・エステバン・バエス (Carlos Esteban Báez) — ベース (1994年 - 2013年)
- アレコ・ウィーリス (Aleco Willis) — ドラムス (2010年 - 2015年)
- マティアス・ガリボッティ (Matías Garibotti) — ドラムス (2015年 - 2019年)
- ガブリエル・ラッサリーニ (Gabriel Lazzarini) — ベースと合唱 (2013年 - 2019年)
- セバスティアン・カバレッティ (Sebastián Cavaletti) — ドラムス (1999年 - 2010年)
- フランチエ・バレイロ (Franchie Barreiro) — ギター (1991年 - 2020年)

## ディスコグラフィ

### スタジオアルバム
- El Cóctel del Tío Pupi（1994年）
- La Ley del Gomero（1996年）
- Cabaña Elderly（1998年）
- Animal Humano（2000年）
- Juego de Locos（2001年）
- Viaje（2004年）
- Espíritu（2006年）
- A Cielo Abierto（2009年）
- Los Libres（2012年）
- Hielofuego（2014年）
- Venceremos（2016年）
- La Revolución de la Alegría（2020年）

### ライブ・アルバム
- El Cóctel del Tío Pupi y La Ley del Gomero（2004年）
- Espíritu, Riesgo, Amor y Fantasía（2007年）
- A Cielo Abierto / El Año del Tigre（2010年）

### ライブアルバム
- 10 Años en la Ruta（2000年）
- Primer Cemento al Palo（2001年）
- Viviré Viajando（2008年）

### コンピレーション
- Cintas Mágicas（1999年）
- Cintas Mágicas - Volumen II（2003年）
- Caballo Loco（2010年）
- Bala de Plata（2018年）

### EP
- 360°（2020年）
- Cintas Mágicas - Volumen III（2022年）

Source: 